# Lobalopex
Lobalopex es un género extinto de terápsido perteneciente al clado Burnetiamorpha y al suborden Biarmosuchia, que existió durante el periodo Pérmico superior (Wuchianpingiano) en lo que hoy es Sudáfrica. Como característica llamativa tenía pequeñas lóbulos en la parte superior de la cabeza; su cráneo tenía unos 15 cm de largo y probablemente 80 cm de longitud corporal.